# Jean-Baptiste de Valbelle
Jean-Baptiste de Valbelle, marchese di Tourves, barone de La Tour, signore di Saint-Symphorien, Beuvons, Seisson, Guillet e altre terre (1627 – La Reynarde, 16 aprile 1681), è stato un ammiraglio francese.
Allo scoppio della guerra con l'Olanda, condusse una squadra in aiuto alla città di Candia, assediata dagli ottomani. Si distinse a più riprese sino ad essere nominato Capo Squadra nel 1676 alla morte del marchese d'Alméras.

## Biografia

### Le origini e la famiglia
Jean-Baptiste de Valbelle era discendente di una famiglia della nobiltà provenzale, imparentata coi primi conti di Provenza e coi conti di Marsiglia. Questa famiglia diede al Regno di Francia una serie di militari valorosi e devoti..
Jean-Baptiste de Valbelle era figlio nello specifico di Cosimo II (1568-1638), signore di Valbelle, Baumettes e capitano di cento uomini d'arme, morto eroicamente il 1º settembre 1638 durante un combattimento a bordo della propria galea, La Valbelle, nel corso della Battaglia di Vado.
Sua madre era Anne-Madeleine de Paule, figlia di François de Paule e di Jeanne de Puget. Jean-Baptiste aveva un fratello maggiore, Jean-Philippe, che ricevette il brevetto di capitano di galea il 15 dicembre 1638 rimpiazzando suo padre al comando de La Valbelle.

### I primi anni della carriera militare
Valbelle intraprese la sua prima campagna militare all'età di nove anni, sulla galea di suo padre al quale fu sempre accanto anche nel momento della sua morte, dopo la quale venne fatto prigioniero col fratello che sulla nave del genitore ricopriva le funzioni di luogotenente e che morì poco dopo a causa di una ferita alla testa ricevuta nel medesimo combattimento.

#### Al servizio dell'Ordine di San Giovanni di Gerusalemme
Fedele alla tradizione di famiglia, Valbelle venne ricevuto nell'Ordine di San Giovanni di Gerusalemme nel 1640 all'età di 13 anni, ed ancora giovanissimo si distinse a favore dell'ordine. Venne promosso capitano di galea nel 1647. L'8 ottobre 1649, all'Assedio di Candia, fu presente con un battaglione dell'Ordine e venne fatto prigioniero dal pascià turco, venendo liberato poco dopo.

#### La Guerra dei Trent'anni
Valbelle prese parte nel 1641, all'età di 14 anni, agli ordini di Henri d'Escoubleau de Sourdis, arcivescovo di Bordeaux, al blocco del porto di Terragona, nel corso del quale rimase ferito. Si distinse, l'anno seguente, agli ordini del marchese di Brezé, nella Battaglia di Barcellona, « saltando per primo sulla prima nave nemica che venne poi catturata. » Ricevette, in ricompensa di questa azione, il comando di un piccolo bastimento nominato Le Persée. Dopo uno scontro con una nave spagnola, si portò col resto delle proprie navi a Tolone.

### Al servizio della Marina Reale Francese
Entrò quindi nella marina reale francese e divenne capitano di galea, poi capitano di vascello. Durante il periodo della reggenza della regina madre Anna d'Austria, si distinse per una devota fedeltà al servizio della causa regia. I suoi continui impegni marittimi a favore degli Spagnoli e dei Turchi gli fecero guadagnare influenza a corte..
Nell'ottobre del 1654, comandò alcuni vascelli della flotta del cavaliere Paul che sarà suo primo maestro al servizio dell'ammiraglio Duquesne, alla presa di Castellammare. Successivamente venne affidato al cavaliere de Goutes per la ricerca di viveri in Provenza per aiutare la città di Palermo.

#### Combattimenti contro gli inglesi nel Mediterraneo
Al suo rientro in Francia, incrociò una nave inglese con cui ebbe un alterco: il motivo del diverbio iniziale fu il fatto che il capitano della nave inglese, essendo di forza maggiore, pretese dal Valbelle il saluto alla bandiera.. Valbelle per tutta risposta attaccò la nave inglese e la prese.
Gli inglesi erano ancora ben memori di questo fatto quando nel settembre del 1655, egli venne attaccato da una squadra di quattro navi inglesi, rispettivamente di 60, 36 e 44 cannoni, agli ordini del cavaliere Bank tra le isole di Maiorca e Cabrera, contro il suo vascello di 30 cannoni. Il comandante inglese esigette nuovamente il saluto alla bandiera. Valbelle, malgrado la sua evidente inferiorità numerica, riuscì a salvare il proprio onore disalberando due navi nemiche per poi dirigersi verso il primo porto francese disponibile.
Lo storico e biografo Léon Guérin descrisse poeticamente tale episodio: 
Valbelle condusse nuovi successi contro i musulmani nel Levante in una campagna del 1660 a bordo del suo vascello La Vierge, distinguendosi nuovamente.
Venne quindi promosso capitano di vascello nel marzo del 1666 e ricevette il comando de Le Sauveur. Nel 1669, comandò una squadra in soccorso a Candia ed un'altra sulle coste di Tunisi e di Algeri.

#### La guerra d'Olanda

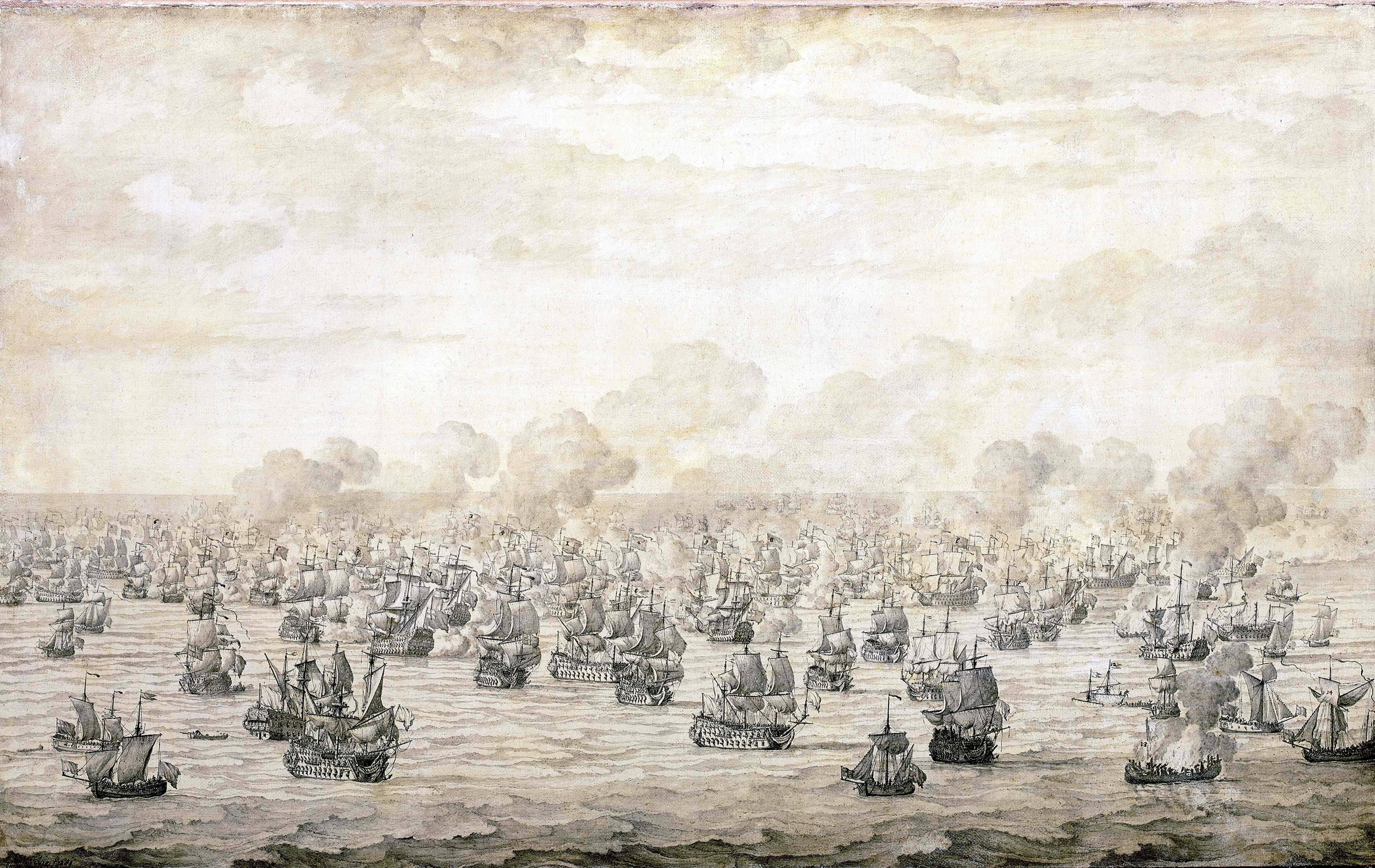
La prima battaglia di Schooneveld, il 7 giugno 1673 dipinto di Willem Van de Velde il vecchio.

Nel 1671 e nel 1673, i francesi si allearono con gli inglesi contro gli olandesi. Valbelle, capitano di vascello, ebbe modo nuovamente di distinguersi in numerose imprese e soprattutto nella battaglia tenutasi sulle rive delle Fiandre, nei pressi dell'Isola di Walcheren il 7 giugno del 1673, con le flotte combinate di Francia ed Inghilterra, poste sotto gli ordini del principe Rupert del Reno, e con l'avanguardia olandese agli ordini del tenente generale Adriaen Banckert. Al comando del vascello Le Glorieux, di 64 cannoni, si trovò col marchese de Grancey, a manovrare abilmente a tal punto da creare disordini tra gli olandesi. Alla fine del combattimento, egli notò che il vascello inglese, il Cambridge, comandato dal capitano Herber, era sul punto di essere presa dall'ammiraglio Cornelis Tromp. Pertanto egli si gettò in soccorso degli alleati senza informare di questo il suo superiore, il conte d'Estrées.
Léon Guérin, nel suo Les marins illustres de la France, riprende così il combattimento:

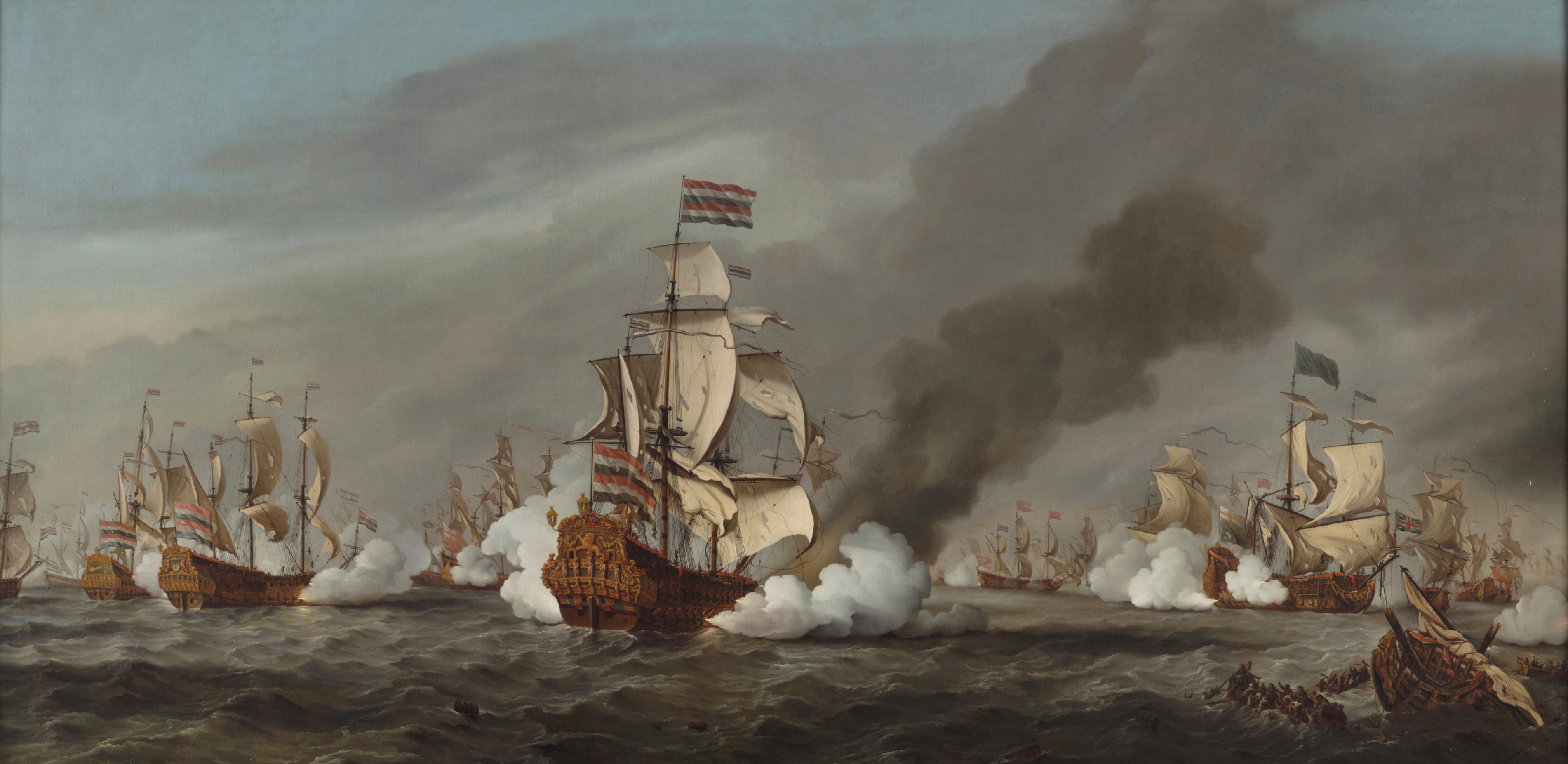
La battaglia di Texel, dipinto di Willem Van de Velde il giovane.

Valbelle si distinse ancora il 14 giugno successivo nella Battaglia di Texel, ed il 21 agosto 1673 contro gli olandesi.
Nel 1674, al comando di una flotta di sei vascelli e quattro navi incendiarie inviò soccorsi a Messina che era insorta contro gli spagnoli. Giunto davanti alla città il 15 settembre successivo, sbarcò le sue truppe davanti alla flotta spagnola che rimase immobile. Riuscì a prendere il locale forte di San Salvatore quasi senza scontri e ne cacciò le truppe spagnole che lo occupavano.
Nel 1675, riportò nuovamente le sue truppe nel porto messinese malgrado una nuova resistenza delle galee spagnole. In quello stesso anno, aprì il porto al duca di Vivonne, che portò nuovi soccorsi.

#### La campagna di Sicilia (1676)

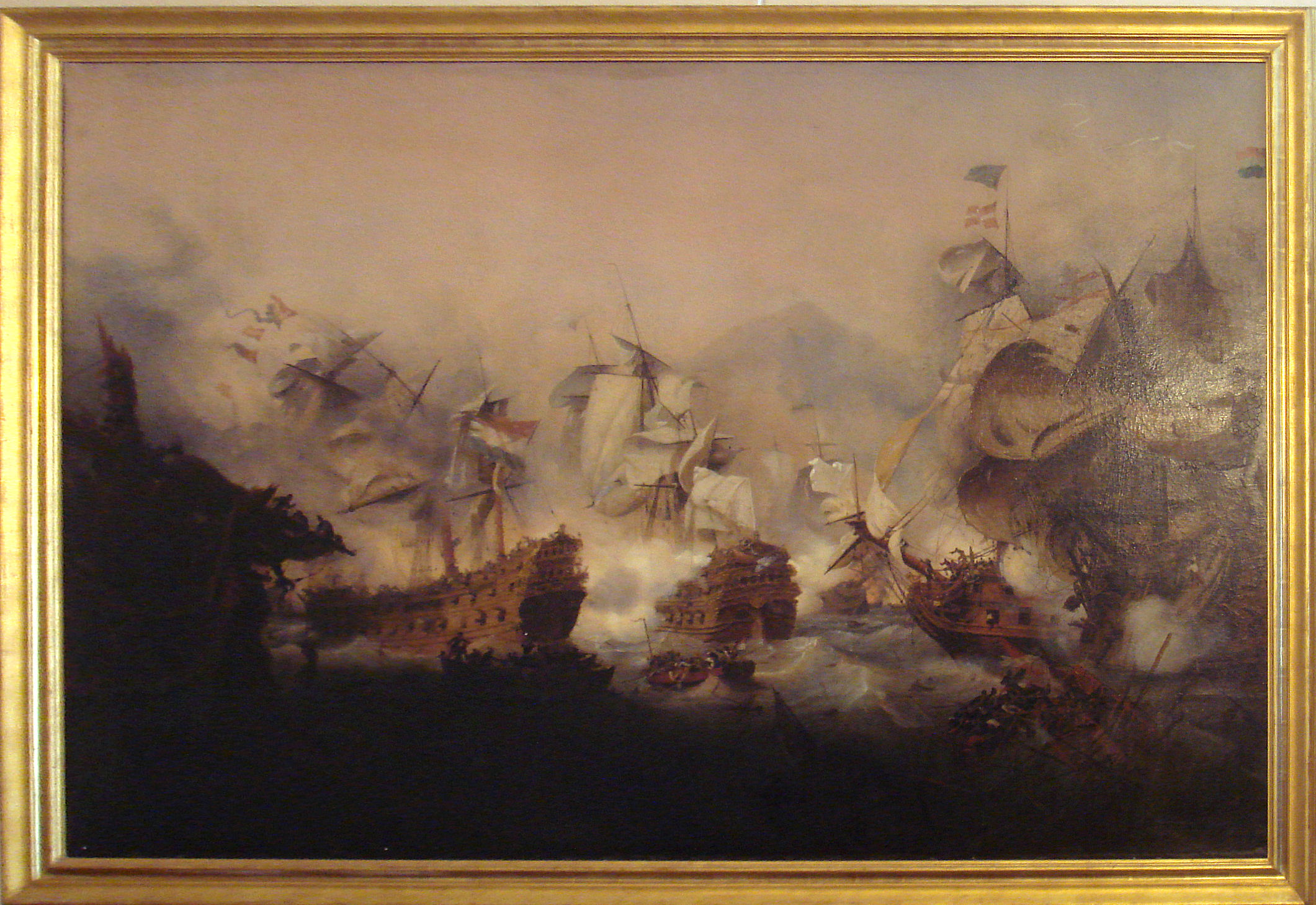
La Battaglia d'Agosta in un dipinto di Ambroise Louis Garneray

Nella campagna navale del 1676 al largo della Sicilia, il commendatore de Valbelle assistette a tre combattimenti tra gli ammiragli Duquesne e Ruyter.
Al comando del vascello Le Pompeux, Valbelle ebbe l'onore, assieme a Tourville, di essere « matelots » del tenente generale, a fianco del vascello Le Saint-Esprit. Valbelle, che si ritrovò contro per avversario diretto Cornelis Tromp, si scontrò nella Battaglia di Stromboli, contro il « Grand Ruyter » col quale sostenne uno scontro di due ore.
Valbelle si distinse nuovamente nella Battaglia d'Agosta, sempre al comando di Le Pompeux. Ricevette quindi il comando dell'avanguardia francese alla morte delmarchese d'Alméras, ucciso all'inizio del combattimento. L'ammiraglio Ruyter, che riceverà un colpo mortale durante quello scontro, ebbe un ruolo altrettanto rilevante nello scontro. Malgrado la vittoria sorsero degli scontri tra Valbelle e Duquesne. Quest'ultimo sosteneva, in un rapporto redatto per il marchese d'Infreville, che "l'avanguardia non avesse combattuto il corpo della battaglia al meglio delle proprie possibilità".
Colbert seguì l'indignazione di Duquesne e fece imprigionare Saint-Aubin d'Infreville per aver abbandonato il proprio posto e Valbelle venne punito per i suoi "tratti di malignità contro il grande Du Quesne".
Nella Battaglia di Palermo, che segnò la rovina delle armate combinate d'Olanda e di Spagna, Valbelle comandò agli ordini del duca di Vivonne, che aveva posto la sua bandiera ammiraglia su Le Sceptre. Alla fine della campagna militare, il commendatore de Valbelle, allora cinquantenne, venne promosso capo squadra.

### Le ultime missioni
Con la pace di Nimega, siglata nel 1678, Valbelle non rimase a lungo senza incarichi. Nel 1679, i corsari di Tripoli vennero meno al patto sottoscritto a suo tempo con Luigi XIV, ma l'intervento del Valbelle li fece recedere dai loro intenti bellicosi e li costrinse a liberare un gran numero di schiavi cristiani.
Al ritorno da questa spedizione, papa Innocenzo XI lo chiamò a Roma per consultarlo sullo status dei suoi porti e della sua marina. Gli offrì anche il generalato delle galee pontificie, incarico che però Valbelle declinò.
Al suo ritorno da Roma, sbarcò a Tolone e negoziò coi tunisini un trattato in base al quale questi ultimi si impegnavano a non attaccare i loro nemici, indipendentemente dalla loro nazionalità, a meno di dodici miglia dalla costa francese.
Tuttavia, Valbelle si trovava ormai piuttosto malato di una febbre inspiegabile che si trascinava dal 1677. Negli anni aveva cercato di dimenticare questo male circondandosi di gente di spirito come l'amico duca de la Rochefoucauld, autore delle Maximes, e del celebre memorialista Saint-Simon. Luigi XIV gli aveva promesso il brevetto di tenente generale e tale nomina era prevista dal 1 gennaio 1682, ma egli morì il 16 aprile dell'anno precedente, all'età di 53 anni a La Reynarde, presso Marsiglia.